# Dendrocolaptins
Els dendrocolaptins (Dendrocolaptinae) són una subfamília d'ocells de la regió Neotropical, que tradicionalment han estat considerats una família de ple dret, els dendrocolàptids (Dendrocolaptidae). Sovint són coneguts com a grimpatroncs.

## Taxonomia
Tradicionalment els Furnariidae i els Dendrocolaptidae han estat comtemplades com famílies separades. Anàlisis d'ADN mt mostraren que els gèneres Sclerurus i Geositta eren basals respecte a aquestes "famílies", però en general es va mantenir Dendrocolaptidae com una família separada, creant una família Furnariidae parafilética. Moyle et al. (2009) plantejaren una solució alternativa, mantenint la família Dendrocolaptidae però separant Scleruridae i Furnariidae.
Xenops i gèneres relacionats, han estat considerats més prop dels Dendrocolaptinae o dels Furnariinae, depenent l'autor.
Avui es considera, en general els dendrocolaptins com una subfamília dins els furnàrids. La situació va ser revisada per Raikow (1994, basant-se en la morfologia), Irestedt et al. (2004, basant-se en l'anàlisi de seqüències d'ADN nuclear i mitocondrial) i Derryberry et al. (2011).
S'han descrit 15 gèneres amb unes 54 espècies:
- Campylorhamphus, amb 4 espècies.
- Deconychura, amb dues espècies.
- Dendrexetastes, amb una espècie, Dendrexetastes rufigula.
- Dendrocincla, amb 6 espècies.
- Dendrocolaptes, amb 5 espècies.
- Dendroplex, amb dues espècies.
- Drymornis, amb una espècie, Drymornis bridgesii.
- Drymotoxeres, amb una espècie, Drymotoxeres pucheranii.
- Glyphorynchus, amb una espècie, Glyphorynchus spirurus.
- Hylexetastes, amb 4 espècies.
- Lepidocolaptes, amb 8 espècies.
- Nasica, amb una espècie, Nasica longirostris.
- Sittasomus, amb una espècie, Sittasomus griseicapillus.
- Xiphocolaptes, amb 4 espècies.
- Xiphorhynchus, amb 13 espècies.